# Zakład kąpielowy w Bytomiu
Zakład kąpielowy w Bytomiu (niem. Hallenschwimmbad in Beuthen) – zakład kąpielowy z 1934 roku w Bytomiu, wpisany do rejestru zabytków nieruchomych województwa śląskiego .

## Historia

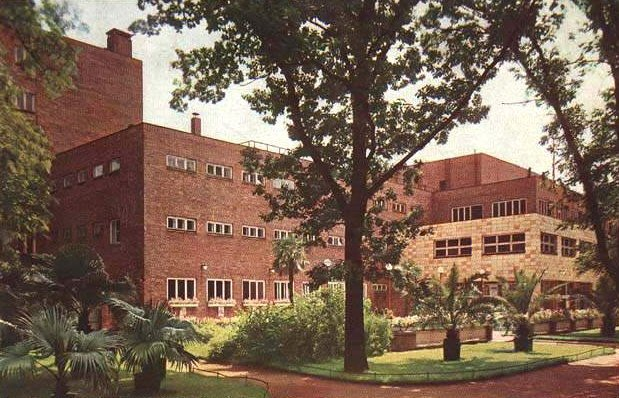
Zakład około 1940 roku

Publiczną łaźnię Bytom posiadał prawdopodobnie już w XV w. W połowie XIX w., gdy miasto szybko się rozrastało, zaistniała potrzeba budowy nowego tego typu obiektu. Łaźnia taka powstała w 1868 r. Oprócz pomieszczeń łazienkowych z prysznicami posiadała ona basen kąpielowy..
Po wyburzeniu łaźni miejskiej z 1868 roku znajdującej się w zabytkowym parku miejskim na jej miejscu powstał nowy obiekt. Projekt budowy nowego budynku rozpisano w 1927 roku. W 1928 roku rozstrzygnięto konkurs na wyłonienie jego realizatora. Budynek w stylu funkcjonalistycznym został zaprojektowany przez Alberta Stütza i Moritza Wolfa (inne źródła przypisują projekt Carlowi Schmidtowi ) w 1929 roku. Budowę rozpoczęto w maju 1929 roku , doszło jednak do przestoju w pracach budowlanych z powodu wielkiego kryzysu. Obiekt został ukończony w 1934 roku po dojściu NSDAP do władzy; oddanie do użytku nastąpiło 15 kwietnia tegoż roku. Oprócz basenu o nietypowych wymiarach (33,3 na 12,5 metrów) obiekt wyposażony był w łaźnie i nowoczesny kompleks fizjoterapeutyczny. Dysponował on dostępem do naturalnych źródeł solanki z podziemi szybu kopalni "Centrum". Z tego względu z czasem stała się raczej zakładem przyrodoleczniczym, w którym oferowano m.in. łaźnię parową oraz kąpiele jodoborowe i kwasowęglowe. Zasilanie solanką z KWK "Centrum" zakończono prawdopodobnie w latach 60. XX wieku.
W latach 50. XX wieku obiekt w Bytomiu był największą w Polsce krytą pływalnią, odbywały się na niej zawody sportowe, a miesięczna frekwencja wynosiła około 30 tys. osób. W latach 60. XX wieku w obiekcie odbywały się zajęcia z lekcji wychowania fizycznego dla młodzieży szkolnej . Na basenie trenował m.in. polski olimpijczyk Gotfryd Gremlowski pod okiem Jerzego Królika, jak również inni zawodnicy sekcji piłki wodnej klubu Polonii Bytom .
Od 2009 do 2012 roku trwał remont basenu, prowadzony przez firmę Troll , otwarto go ponownie 1 czerwca 2012 roku ; zamontowano nierdzewną misę basenową o (mniejszej niż oryginalna) głębokości 2 metrów , posadowioną na kilkudziesięciu hydraulicznych siłownikach z uwagi na szkody górnicze . Ośrodek Sportu i Rekreacji w Bytomiu, który zarządza obiektem, procesował się z wykonawcą remontu, któremu zarzucono nieterminowe i niewłaściwe wykonanie robót .

## Architektura

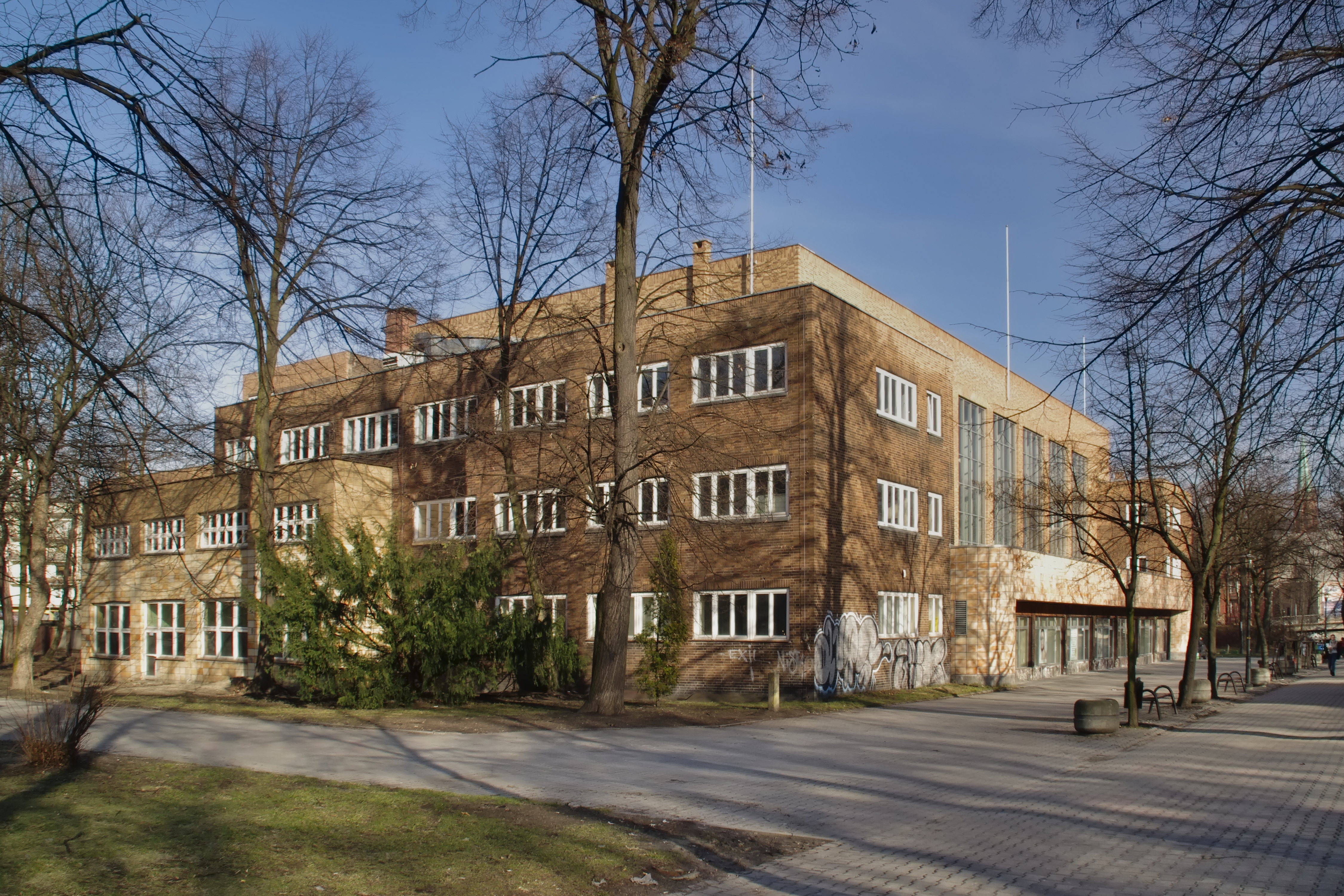
Widok z południowego zachodu (2019)

Zakład został zaprojektowany w stylu modernizmu , ściany nośne wybudowano z żelbetu, natomiast dach hali basenu to konstrukcja stalowa. Ściany wykończono cegłą klinkierową, piaskowcem  i jasnymi płytkami ceramicznymi. Bryła zakładu została skomponowana wokół wewnętrznego dziedzińca; jest rozczłonkowana, składa się kilku prostopadłościennych części, największą z nich stanowi doświetlona z trzech stron, trójkondygnacyjna hala basenu, najwyższą – sześciokondygnacyjna wieża o wysokości 22,6 metra, w której ulokowano kotłownię i zbiorniki na ciepłą i zimną wodę oraz solankę.

## Wyposażenie

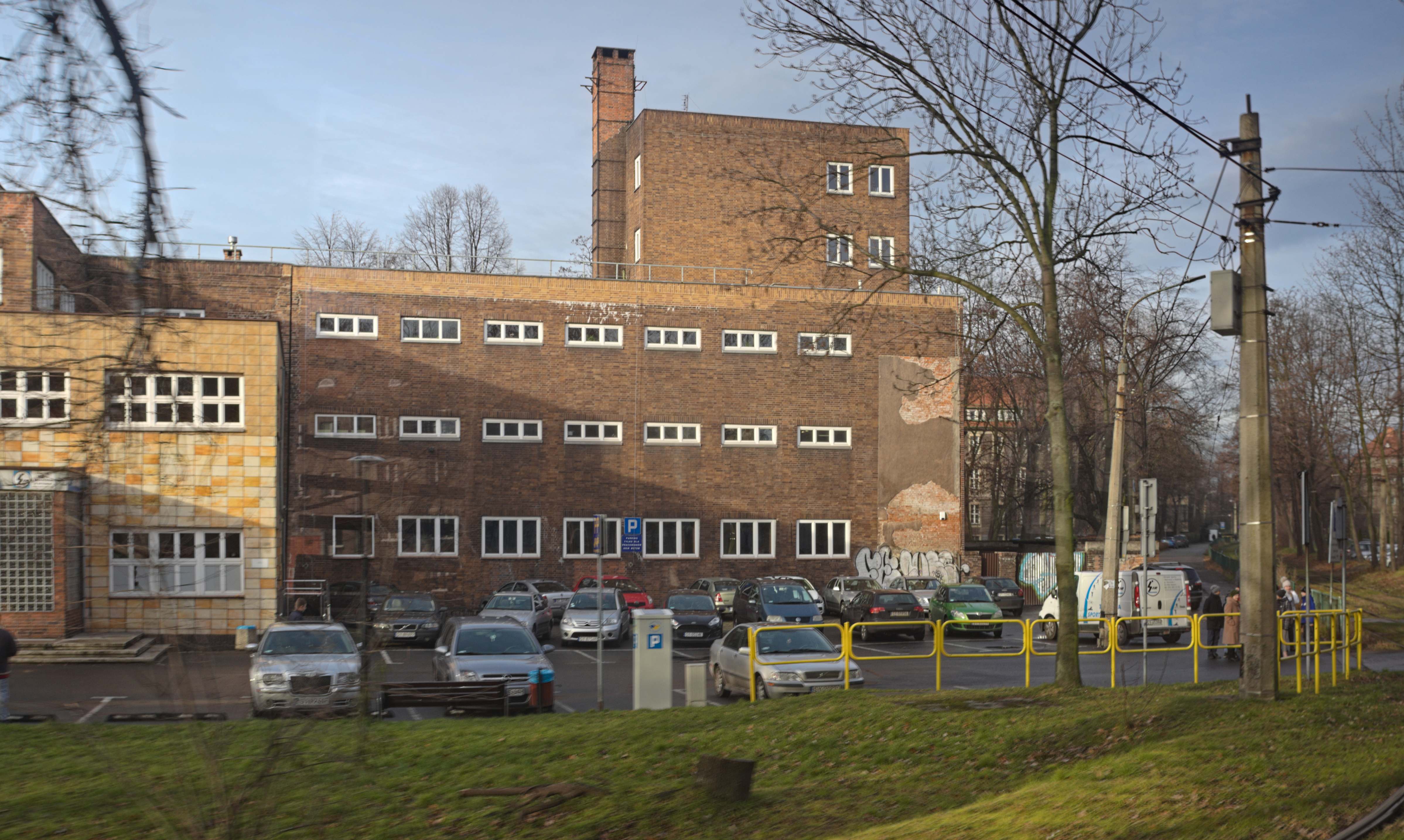
Wieża zakładu kąpielowego w Bytomiu (2019)

Zakład pierwotnie składał się z: krytego basenu pływackiego o wielkości 33,3 na 12,5 metra, głębokiego na 3,5 metra, działu masażu, tradycyjnych łaźni z wannami, sauny i pomieszczeń do zabiegów przyrodoleczniczych: kąpieli tlenowych, jodoborowych, kwasowęglowych i solankowych. Wysoko zmineralizowana solanka była dostarczana z ówczesnej pobliskiej kopalni węgla kamiennego Centrum, wodę wydobywano z głębokości około 700 metrów. W zakładzie leczono m.in. nerwice pourazowe, reumatyzm, choroby serca, schorzenia dróg oddechowych, choroby ginekologiczne.
Solanka przestała być dostarczana z kopalni przypuszczalnie w latach 60. XX wieku, zastąpiono ją roztworem soli ciechocińskiej. Po remoncie ukończonym w 2012 roku nie otwarto ponownie basenu solankowego .
Na parterze otworzono ponadto kawiarnię z tarasem , dookoła budynku znajdowały się palmy i bananowce .
Podczas remontu ukończonego w 2012 roku zamontowano m.in. brodzik z biczami wodnymi  oraz windę dla niepełnosprawnych .